# サクラミーツ
『サクラミーツ』は、2023年4月7日（6日深夜）からテレビ朝日の『バラバラ大作戦』（木曜第1部）で放送中のバラエティ番組。櫻坂46の冠番組。

## 概要
櫻坂46のメンバーである井上梨名、大沼晶保、武元唯衣、増本綺良、谷口愛季、中嶋優月の6名がメインキャストを務め、芸人とコント作りや、さまざまな企画にチャレンジする「実験的バラエティ」番組。
2023年11月17日放送内で、2024年1月5日に番組初のイベント「あつまれ!サクラミーツ新年会」が開催されることが発表された。「昼ミーツ」と「夜ミーツ」の2部制となっており、それぞれ生配信と見逃し配信も実施された。
2024年2月2日の放送内で、当番組の放送枠「バラバラ大作戦」全18番組を対象とした投票企画「バラバラ大選挙」の第7代グランプリを獲得したことが発表された。それと合わせて同年3月8日に放送される特番の放送権利を獲得した。
2025年6月6日の放送内で、「番組からの緊急発表」として新たに谷口愛季と中嶋優月の2名が新レギュラーメンバーとして加入することが発表された。

## 出演者

### レギュラー
右の色はイメージカラー。
井上梨名（櫻坂46）■
大沼晶保（櫻坂46）■
武元唯衣（櫻坂46）■
増本綺良（櫻坂46）■
谷口愛季（櫻坂46）■
2025年6月6日放送分から加入。
中嶋優月（櫻坂46）■
2025年6月6日放送分から加入。

## 放送内容
- 番組企画はコント・企画に関わらず「櫻坂46 meets 〇〇（ゲスト芸人の名前）」と記される。

### コラボコント
- 番組のメインコーナー。ゲスト芸人とレギュラーメンバー（基本的に1人から2人）がコントやチャレンジに挑戦する企画。
- コント台本は主にゲストの芸人が執筆するが、例外的に第23回では増本が櫻坂メンバーとして初めてコント台本を執筆した。
- また毎回、台本の途中にはレギュラーメンバーに対してアドリブを挿入する作りとなっている。

### 楽屋ノリゲーム
- ゲスト芸人とレギュラーメンバー全員で楽屋のノリで盛り上がるゲームを行う企画。
- ゲームで敗北した場合には、増本考案の罰ゲームを行う。

### ミッション:インポッシブル
- ゲスト芸人が考案する、相方に対してのドッキリ企画にレギュラーメンバーが挑戦する企画。

### キラキラカジノ
- 一般常識が抜けている増本が、世間の常識問題を「知ってる」のか「知らない」のかをレギュラーメンバーとゲストが当てる企画。優勝者には増本から超豪華なご褒美が贈られる。
- 武元はディーラーとして進行を担当し、井上と大沼はゲストとともに解答者となる。

### いきなりテレフォンチャレンジ→テレフォンブラックジャック
- 2023年10月26日放送分で、さらば青春の光が「楽屋ノリゲーム」で持ち込んだ企画から単独企画化。
- レギュラーメンバーが何も知らない櫻坂46メンバーに電話をかけ、90秒以内にお題ワードを言わせることができるかを競う企画。但し、収録中であることを明かしたり、挑戦者自らお題ワードを言うことは禁止されており、これらをしてしまうと即チャレンジ失敗となる。
- 第3弾以降では、電話をかけられた櫻坂46メンバーが当企画を勘付いてきたこともあり、さらば青春の光と親交が深い芸人を相手にチャレンジすることとなり、その場合、櫻坂46だと相手にバレないよう、架空のキャラになりきって電話するというルールが追加された。
- 2024年8月8日放送分より櫻坂46メンバーに電話をして質問の答えを特定の数字に近づける『テレフォンブラックジャック』としてリニューアル。

### 放課後トーク
- 2024年4月18日放送分からスタート。
- 「櫻坂女子高等学校」の生徒に扮したメンバーとゲストの櫻坂46メンバーが女性芸人と共に自由にトークする企画。

### ミーツダービー
- 2024年9月12日放送分からスタート。
- 櫻坂46メンバー（主に松田里奈・大園玲・幸阪茉里乃・石森璃花・向井純葉）や芸人の行動をレースに見立て、その順番を予想する企画。的中数に応じて競馬にちなんだポイントを獲得し、最終的な獲得ポイントを競う。
- 基本レギュラーメンバーの2対2のチーム戦で行われ、進行として山添寛（相席スタート）が出演している。

## ネット局と放送時間
| 放送対象地域 | 放送局              | 系列           | 放送日時                                                                                   | ネット状況 | 放送開始                     | 備考     |
| ------------ | ------------------- | -------------- | ------------------------------------------------------------------------------------------ | ---------- | ---------------------------- | -------- |
| 関東広域圏   | テレビ朝日（EX）    | テレビ朝日系列 | 金曜 1:56 - 2:13（木曜深夜） ↓ 金曜 1:56 - 2:15（木曜深夜） ↓ 金曜 1:58 - 2:17（木曜深夜） | 制作局     | 2023年4月7日（4月6日深夜）   |          |
| 石川県       | 北陸朝日放送（HAB） | テレビ朝日系列 | 水曜 1:16 - 1:39（火曜深夜）                                                               | 遅れネット | 2023年10月4日（10月3日深夜） | [ 注 3 ] |

### 単発・不定期放送
- 愛媛県・愛媛朝日テレビ（eat、テレビ朝日系列） - 2024年4月21日 11:00 - 11:45に#38、#39を放送。

### 過去のネット局
- 秋田県・秋田朝日放送（AAB、テレビ朝日系列） - 2024年4月20日 - 9月28日 土曜 0:50 - 1:10（金曜深夜）
- 北海道・北海道テレビ放送（HTB、テレビ朝日系列）　2024年8月4日 - 2024年9月15日  隔週日曜 11:30 - 11:50
- 新潟県・新潟テレビ21（UX、テレビ朝日系列） - 2024年4月14日 - 2025年5月4日 日曜 10:35 - 11:00
- 山形県・山形テレビ（YTS、テレビ朝日系列） - 2024年4月6日 - 2025年3月29日  土曜  11:25 - 11:45
- 広島県・広島ホームテレビ（HOME、 テレビ朝日系列） - 2025年2月2日 - 2025年6月29日  日曜 10:30 - 10:55

## スタッフ
- ナレーター：薮中亮平
- 構成：町田裕章、植田将崇、小美野高明、さかもと良助
- CAM：久世大輔
- MA：大杉樹里杏
- 音効：田尻夕
- 美術進行：奥田裕美
- CG：長谷川大
- アートディレクション：KLOKA
- 編成：宇喜多宏美、北見駿也
- 宣伝：石田京子
- コンテンツ：荒木美住
- 技術協力：スウィッシュ・ジャパン、TSP、東京オフラインセンター、テレビ朝日クリエイト
- 制作協力：D.Walker
- AP：藤谷怜奈、井伊毬乃
- ディレクター：梶原貴裕、岡本理人、小川祐矢、大角勇貴
- 演出：金成吾
- プロデューサー・ディレクター：小山テリハ
- ゼネラルプロデューサー：小島健嗣
- エグゼクティブプロデューサー：加地倫三
- 制作：テレビ朝日ビジネスソリューション本部コンテンツ編成局第1制作部
- 制作著作：テレビ朝日

### 過去のスタッフ
- 編成：熊谷和也、泉良樹
- ディレクター︰秋谷祥加

## イベント
- あつまれ！サクラミーツ新年会（2024年1月5日、東京・EX THEATER ROPPONGI）
  - 2023年11月17日放送分で開催が発表された[5]。
  - 「昼ミーツ」「夜ミーツ」の2部公演で開催され、それぞれ異なるゲストが出演。
  - メンバー考案の企画が行われ、昼ミーツでは井上と武元がハライチの漫才を披露。夜ミーツでは増本主催のじゃんけん大会が開催された。
  - ゲスト
    - ザ・マミィ（昼ミーツ・夜ミーツ）
    - 松田里奈（櫻坂46、昼ミーツ・夜ミーツ）
    - 平井まさあき（男性ブランコ、昼ミーツ・夜ミーツ内の幕間ドラマの脚本・声の出演）
    - ロングコートダディ（昼ミーツのみ出演）
    - 石森璃花（櫻坂46、昼ミーツのみ出演）
    - 澤部佑（ハライチ、昼ミーツのみVTR出演）
    - ハナコ（夜ミーツのみ出演）
    - 大園玲（櫻坂46、サプライズゲストとして夜ミーツのみ出演）
    - 土田晃之（夜ミーツのみVTR出演）
- Trick or Laugh！サクラミーツ文化祭（2024年10月16日、東京・東京国際フォーラム ホールC）
  - 2024年8月16日放送分で開催が発表された[8]。
  - 「新年会」から引き続き、「昼ミーツ」「夜ミーツ」の2部公演で開催され、それぞれ異なるゲストが出演した。
    - ニッポンの社長（昼ミーツ・夜ミーツ）
    - 50TA（狩野英孝）（昼ミーツ・夜ミーツ）
    - さらば青春の光（昼ミーツのみ出演）
    - 松田里奈（櫻坂46、サプライズゲストとして昼ミーツのみ出演）
    - 大園玲（櫻坂46、サプライズゲストとして昼ミーツのみ出演）
    - 男性ブランコ（夜ミーツのみ出演）
    - 遠藤理子（櫻坂46、サプライズゲストとして夜ミーツのみ出演）
    - 谷口愛季（櫻坂46、サプライズゲストとして夜ミーツのみ出演）